# 1968
1968 (MCMLXVIII) a fost un an bisect al calendarului gregorian care a început într-o zi de luni.

## Evenimente

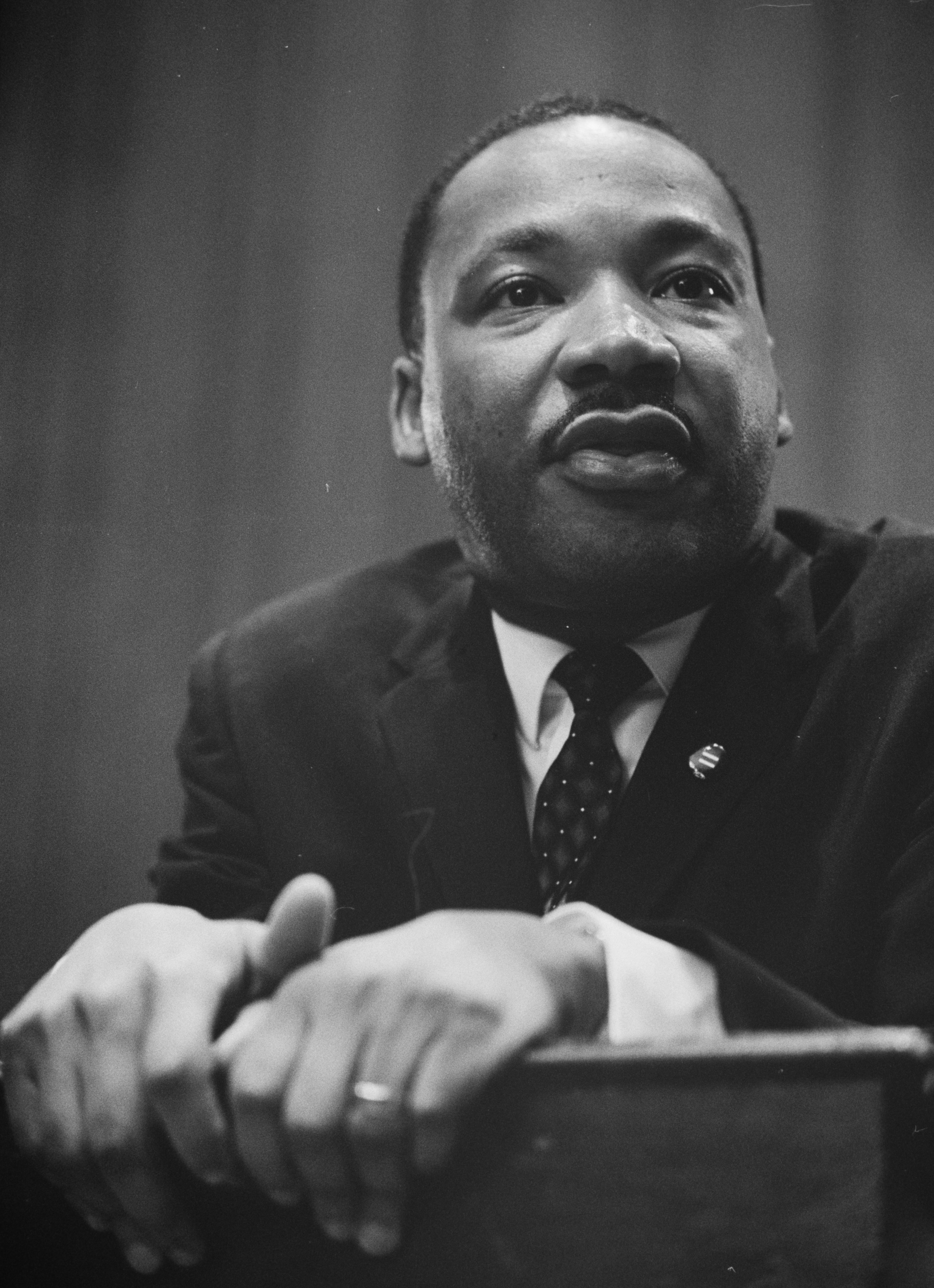
4 aprilie: Martin Luther King Jr. este asasinat.

Logo-ul Jocurilor Olimpice de vară din Mexic.

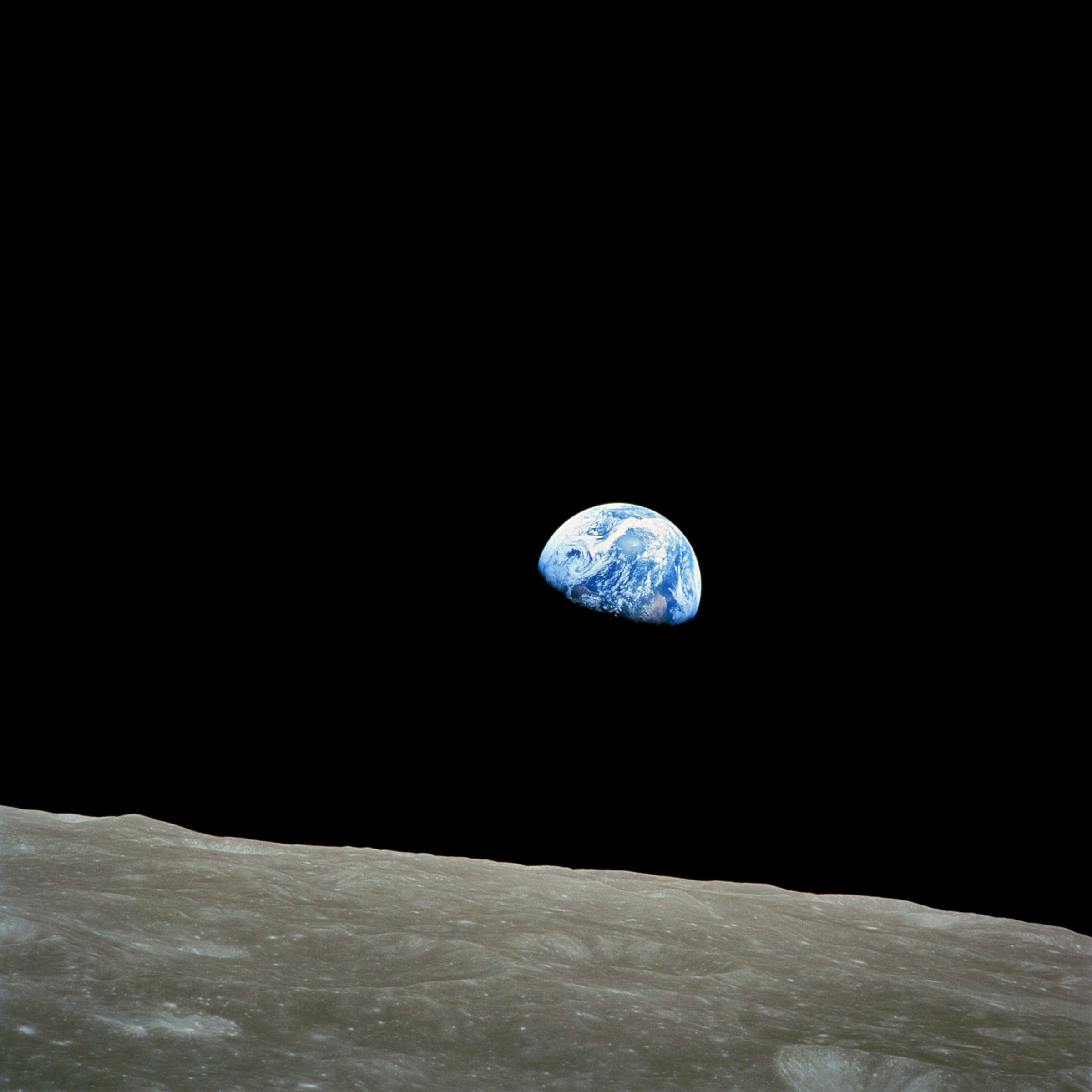
24 decembrie: Imagine realizată de membrul misiunii Apollo 8, Bill Anders, care prezintă Pământul răsărind deasupra suprafeței lunare.

### Ianuarie
- 5 ianuarie: Alexander Dubček este ales lider al Partidului Comunist Cehoslovac; începe „Primăvara de la Praga" în Cehoslovacia.
- 25 ianuarie: Submarinul israelian, Dakar, se scufundă în Marea Mediterană. Au decedat 69 de persoane.
- 27 ianuarie: Un submarin francez se scufundă în Marea Mediterană cu 52 de oameni la bord.
- 31 ianuarie: Soldații Viet Cong atacă ambasada Statelor Unite din Saigon, Vietnamul de Sud.

### Februarie
- 16 februarie: România renunță la organizarea administrativă tipic sovietică în regiuni și raioane și reînființează unitatea administrativ-teritorială tradițională: județul; se organizează 39 de județe, plus municipiul București.

### Martie
- 8 martie: La Praga, studenții cehoslovaci își declară sprijinul față de mișcarea de liberalizare cunoscută sub numele de „Primăvara de la Praga”.
- 12 martie: Proclamarea independenței statului Mauritius. Sărbătoarea națională a acestui stat.
- 16 martie: Masacrul de la Mỹ Lai. Ucidere în masă a mai mult de 500 de oameni neînarmați, de către soldații americani, în timpul Războiului din Vietnam.

### Aprilie
- 4 aprilie: Martin Luther King, Jr. este asasinat de James Earl Ray.

### Mai
- 2 mai: Se lansează postul național de televiziune Programul 2, care va fi închis în 1985 și redeschis în februarie 1990.
- 6 mai: Demonstrații ale studenților din Paris, care cer redeschiderea Universității Paris-Nanterre și retragerea poliției din Sorbona. Refuzul autorităților duce la escaladarea conflictului.
- 11 mai: Premierul francez Georges Pompidou își întrerupe vizita în Afganistan și se întoarce în Franța pentru a soluționa revendicările studenților.
- 14 mai: Vizita oficială în România a președintelui Charles de Gaulle, în pofida evenimentelor din Franța (grevă generală și manifestații studențești).
- 22 mai: Submarinul nuclear american USS Scorpion se scufundă cu 99 de oameni la bord, în apropiere de Azore.
- 28 mai: Se rejudecă „Procesul Pătrășcanu"; Tribunalul Suprem îi achită pe toți membrii „lotului Pătrășcanu", iar Lucrețiu Pătrășcanu este declarat erou național.

### Iunie
- 5 iunie: Robert F. Kennedy, candidat la președinția Statelor Unite, este împușcat la „Ambassador Hotel" în Los Angeles, California de către Sirhan Sirhan.
- 10 iunie: Italia învinge Iugoslavia cu 2-0 și câștigă Campionatul European de Fotbal. Finala originală, din 8 iunie s-a terminat cu scorul de 1-1.
- 27 iunie: La Praga, are loc „manifestul celor 2.000 de cuvinte", redactat de un grup de intelectuali, care cer instituirea unui regim liberal.
- 29 iunie: Papa Paul al VI-lea anunță următoarea enciclică intitulată Humanae Vitae, condamnând reglementarea nașterilor.

### Iulie
- 18 iulie: Este fondată Intel Corp. Cea mai mare companie specializată în fabricarea de semiconductori, înființată de Robert Noyce și Gordon Moore, cu sediul în Santa Clara, California, SUA.
- 23 iulie: Exercitând presiuni asupra guvernului liberal cehoslovac, sovieticii anunță desfășurarea, la scară largă, de manevre militare în apropiere de Cehoslovacia.
- 25 iulie: Președintele american, Richard Nixon, declară într-un interviu că în cazul unor viitoare conflicte în Asia, asiaticii, mai mult decât americanii, trebuie să aibă responsabilități mai mari. Acest punct de vedere este denumit „doctrina Nixon".

### August
- 20 august: Inaugurarea Uzinei de la Pitești, prima uzină de autoturisme din România. Primul autoturism românesc, Dacia 1100, este gata din 3 august.
- 20 august: Invadarea Cehoslovaciei de către trupele Pactului de la Varșovia, mai puțin România și Albania, cu 200.000 de trupe și 5.000 de tancuri.
- 21 august: Discursul lui Nicolae Ceaușescu după invadarea Cehoslovaciei de către sovietici: „Nu există nici o justificare, nu poate fi acceptat nici un motiv de a admite, pentru o clipă numai, ideea intervenției militare în treburile unui stat socialist frățesc [...] Noi considerăm că, pentru a așeza relațiile dintre țările socialiste, dintre partidele comuniste pe baze cu adevărat marxist-leniniste trebuie, o dată pentru totdeauna, să se pună capăt amestecului în treburile altor state, altor partide.” Leonid Brejnev, secretarul PCUS, cataloghează discursul drept „gălăgie nesănătoasă”.

### Septembrie
- 6 septembrie: Swaziland devine stat independent față de Marea Britanie.

### Octombrie
- 7 octombrie: Accidentul feroviar de la Bucerdea, soldat cu 22 de morți, 72 de răniți grav și importante pagube materiale.
- 11 octombrie: NASA lansează Apollo 7, prima misiune americană cu trei oameni la bord (astronauții: Wally Schirra, Donn F. Eisele și Walter Cunningham). Lansarea are loc la peste 20 de luni după accidentul Apollo 1.
- 12 octombrie: Se deschide cea de-a XIX-a ediție a Jocurilor Olimpice de Vară, la Mexico City, în Mexic. România obține 15 medalii (4 de aur, 6 de argint, 5 de bronz).
- 12 octombrie: Guineea Ecuatorială devine stat independent față de Spania.
- 20 octombrie: Fosta primă doamnă a Statelor Unite, Jacqueline Kennedy, se căsătorește cu armatorul grec, Aristotel Onassis.
- 22 octombrie: Apollo 7 aterizează conform planului, coborând în Oceanul Atlantic după ce a orbitat de 163 de ori în jurul Terrei.

### Decembrie
- 9 decembrie: În Statele Unite, are loc prima demonstrație a utilizării mouse-ului.
- 21 decembrie: Apollo-8 efectuează primul zbor translunar și orbitează în jurul Lunii. Astronomii Frank Borman, Jim Lovell și William A. Anders devin primii oameni care văd partea nevăzută a Lunii și planeta Terra în întregime.

### Nedatate
- Au fost inaugurate Jocurile Paralimpice. Sediul internațional se află la Washington, DC.
- Incidentul Pueblo. Capturare a vasului de spionaj american Pueblo de către Coreea de Nord.
- Parcul Național Sequoia. Parc național situat în statul California, Statele Unite ale Americii.

## Arte, știință, literatură și filozofie
- 18 ianuarie: Marin Sorescu publică piesa Iona.
- 5 -10 martie: Prima ediție a Festivalului Internațional de muzică ușoară Cerbul de Aur.
- 7 aprilie: Aureliu Manea debutează la Teatrul din Sibiu cu spectacolul Rosmersholm de H. Ibsen.
- 27 iulie: Pink Floyd lansează în SUA albumul A Saucerful of Secrets.
- 22 noiembrie: The Beatles lansează dublul album The Beatles mai cunoscut drept, The White Album.
- mai: Georges Dumézil publică vol.I din Mit și Epopee.
- Alexandr Soljenițîn publică în Occident Primul cerc și Pavilionul Canceroșilor.
- În Franța, Serge Gainsbourg lansează albumul 69, année érotique.
- La Paris, Eugen Ionescu publică Prezent trecut, trecut prezent.

## Nașteri

### Ianuarie
- 1 ianuarie: Stelian Fuia, politician român
- 1 ianuarie: Ovidiu Ohanesian, jurnalist român
- 1 ianuarie: Davor Šuker, fotbalist croat (atacant)
- 1 ianuarie: Ciprian Urican, antrenor de fotbal, român
- 2 ianuarie: Cuba Gooding, jr., actor american de film
- 2 ianuarie: Dumitru-Dian Popescu, politician român
- 3 ianuarie: Ștefan-Alexandru Băișanu, politician român
- 3 ianuarie: Marius Iriza, politician român
- 4 ianuarie: Veli Karahoda, scriitor albanez
- 6 ianuarie: Claudia Laura Grigorescu, scrimeră română
- 7 ianuarie: Gheorghi Gospodinov, scriitor bulgar
- 7 ianuarie: Carl Schlyter, politician suedez
- 10 ianuarie: Santi Duangsawang, actor thailandez (d. 2016)
- 11 ianuarie: Titus Corlățean, politician român
- 11 ianuarie: Aglaia Szyszkowitz, actriță austriacă
- 13 ianuarie: Igor Klipii, politician din R. Moldova
- 13 ianuarie: Gianni Morbidelli, pilot italian de Formula 1
- 14 ianuarie: LL Cool J (James Todd Smith), rapper, antreprenor și actor american
- 14 ianuarie: Alexandra Fenoghen, scriitoare română
- 14 ianuarie: Antuza Genescu, scriitoare română
- 15 ianuarie: Iñaki Urdangarín, Duce de Palma de Mallorca, handbalist spaniol, soțul Infantei Cristina a Spaniei
- 17 ianuarie: Florin Oancea (Nicolae-Florin Oancea), politician român, primar al Devei
- 18 ianuarie: Ovidiu Haidu, tenor român (d. 2006)
- 18 ianuarie: Dragana Mirković, cântăreață sârbă
- 20 ianuarie: Cătălin Micula, politician român
- 22 ianuarie: Ecaterina Szabó, sportivă română (gimnastică artistică)
- 25 ianuarie: Liviu Codârlă, politician român
- 25 ianuarie: Carolina Ferraz, actriță braziliană
- 26 ianuarie: Silvia Luca, actriță din R. Moldova
- 26 ianuarie: George Cosac, jucător român de tenis
- 28 ianuarie: Sarah McLachlan, cântăreață și textieră canadiană
- 29 ianuarie: Andrei Bădin, jurnalist român
- 30 ianuarie: Regele Felipe al VI-lea (n. Felipe Juan Pablo Alfonso de Todos los Santos)

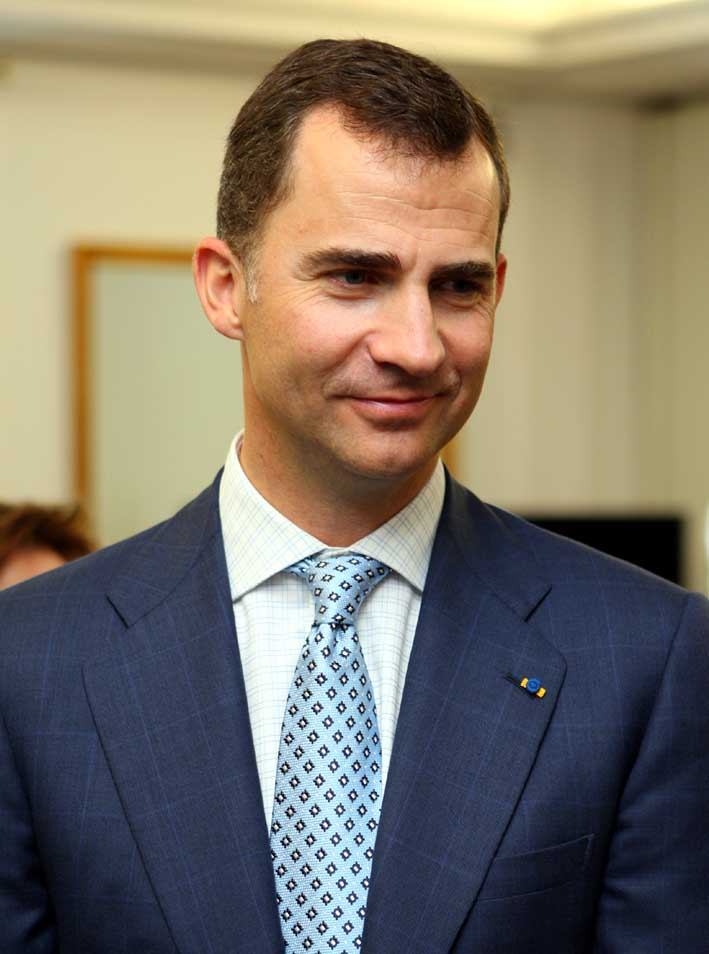
Regele Felipe al VI-lea al Spaniei
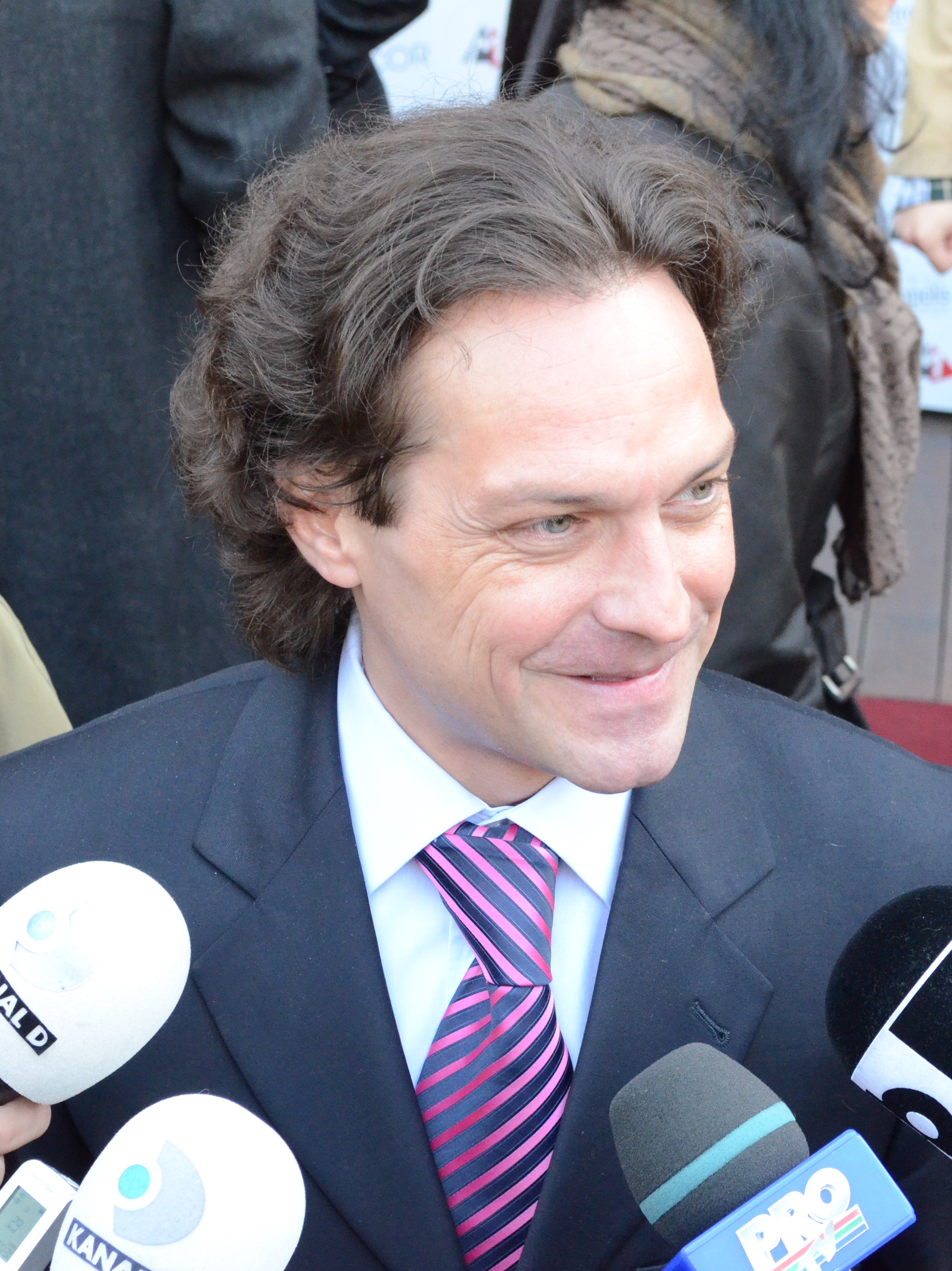
George Ivașcu, actor român
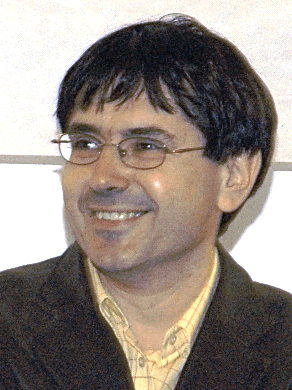
Cristian Bădiliță, teolog, eseist, poet și traducător român
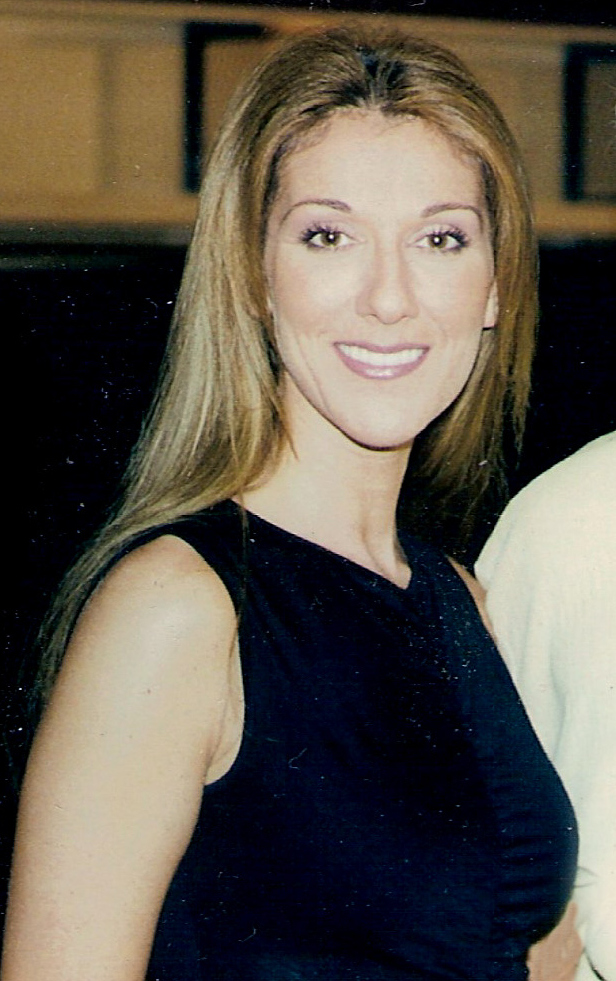
Céline Dion, cântăreață, textieră și actriță canadiană
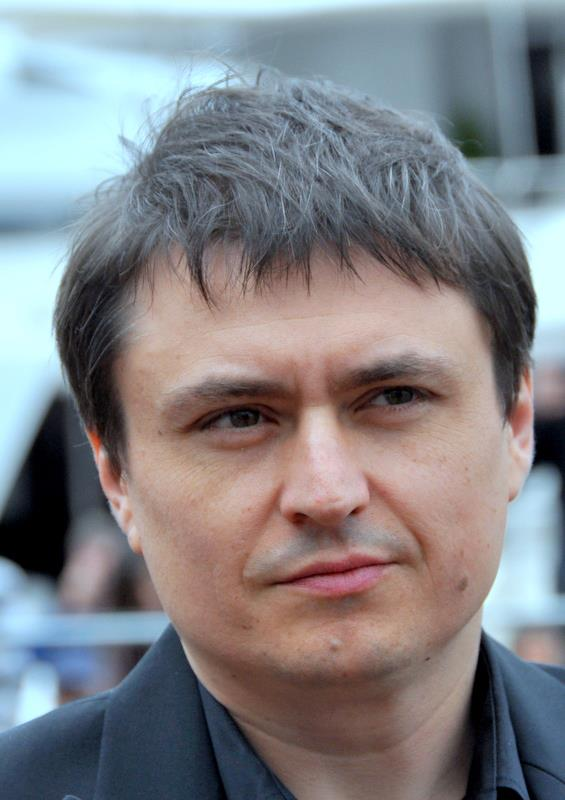
Cristian Mungiu, regizor român de film

### Februarie
- 4 februarie: Virgil Pop, politician român
- 5 februarie: Marcus Grönholm, pilot de raliuri, finlandez
- 6 februarie: Akira Yamaoka, compozitor japonez
- 7 februarie: Hong Ri-Na, actriță sud-coreeană
- 8 februarie: Sorin Apostu, politician român
- 8 februarie: Gary Wayne Coleman, actor american (d. 2010)
- 8 februarie: Joy Lynn Fawcett (n. Joy Biefeld), fotbalistă americană
- 11 februarie: Lavinia Agache, sportivă română (gimnastică artistică)
- 12 februarie: Emanuel-Gabriel Botnariu, politician român
- 12 februarie: Josh James Brolin, actor american
- 12 februarie: Christopher McCandless, explorator american
- 12 februarie: Ioan Ovidiu Sabău, fotbalist român
- 12 februarie: Kabary Salem, boxer egiptean
- 13 februarie: Niamh Kavanagh, cântăreață irlandeză
- 13 februarie: Adrian Pop, scrimer și antrenor român
- 14 februarie: Gheorghe Craioveanu, fotbalist român (atacant)
- 14 februarie: Georgeta-Carmen Holban, politician român
- 15 februarie: George Ivașcu, actor român de film și teatru
- 16 februarie: Eugen Caminschi, muzician român (Vama Veche)
- 16 februarie: Adina Ioana Vălean, politiciană română
- 18 februarie: Molly Kathleen Ringwald, actriță americană de film
- 19 februarie: Petrică Cercel, cântăreț român (d. 2021)
- 23 februarie: George Sabin Cutaș, politician român
- 24 februarie: Laila Lalami, scriitoare americană
- 25 februarie: Paweł Piskorski, politician polonez
- 26 februarie: Róbert Kálmán Ráduly, politician român
- 28 februarie: Marian Vanghelie, politician român, primar al sectorului 5 București (2000-2016)
- 29 februarie: Adrian Matei, fotbalist și antrenor român

### Martie
- 1 martie: Camelia Macoviciuc, canotoare română
- 2 martie: Daniel Craig (Daniel Wroughton Craig), actor britanic
- 3 martie: Brian Cox, fizician și muzician englez
- 4 martie: Patsy Kensit (Patricia Jude Francis Kensit), actriță britanică de film
- 5 martie: Gordon Bajnai, politician maghiar
- 5 martie: Theresa Villiers, politiciană britanică
- 6 martie: Moira Kelly, actriță americană de film
- 6 martie: Sunaree Rachasima, cântăreață thailandeză
- 8 martie: Michael Bartels, pilot german de Formula 1
- 9 martie: Youri Djorkaeff, fotbalist francez (atacant)
- 9 martie: Simona Noja, dansatoare și profesoară română de dans
- 12 martie: Aaron Eckhart, actor american
- 13 martie: Damian Băncilă, fotbalist român
- 15 martie: Sabrina Salerno, cântăreață italiană
- 15 martie: John Tardy, cântăreț american
- 15 martie: Anca Tănase, canotoare română
- 21 martie: Gabriel Spahiu, actor român
- 22 martie: Øystein Aarseth, muzician și chitarist norvegian (Mayhem), (d. 1993)
- 22 martie: Kazuya Maekawa, fotbalist japonez (portar)
- 23 martie: Fernando Ruiz Hierro, fotbalist spaniol
- 24 martie: Laurențiu Mironescu, politician român
- 27 martie: Cristian Bădiliță, teolog, eseist, traducător și poet român
- 27 martie: Šako Polumenta, cântăreț muntenegrean
- 29 martie: Sabrina Impacciatore, actriță italiană
- 29 martie: Lucy Lawless (n. Lucille Frances Ryan), actriță neozeelandeză
- 30 martie: Céline Dion, cântăreață, textieră și actriță canadiană
- 31 martie: Olivia Newton Bundy, muzician american
- 31 martie: George Ionescu, politician român
- 31 martie: César Sampaio, fotbalist brazilian

### Aprilie
- 1 aprilie: Alexander Stubb, politician finlandez
- 2 aprilie: Garrelt Duin, politician german
- 2 aprilie: Manuela Hărăbor, actriță română
- 2 aprilie: Andrei Iancu, avocat american de etnie română
- 3 aprilie: Sebastian Bach, cântăreț canadian
- 4 aprilie: Radu-Cătălin Drăguș, politician român
- 5 aprilie: Șerban Nicolae, politician român, jurist
- 6 aprilie: Nicolae Velcea, politician român
- 8 aprilie: Patricia Arquette, actriță americană de film și TV
- 10 aprilie: Orlando Jones, actor american
- 13 aprilie: Ioan Deneș, politician român
- 13 aprilie: Jørn Stubberud, muzician norvegian (Mayhem)
- 13 aprilie: Margrethe Vestager, politiciană daneză
- 14 aprilie: Ionel Agrigoroaei, politician român
- 15 aprilie: Gheorghe Andriev, canoist român
- 15 aprilie: Ion Manolescu, prozator român
- 16 aprilie: Gregory Baker, actor american
- 17 aprilie: Valeria (Alla Iurievna Perfilova), cântăreață rusă
- 18 aprilie: Sorin Cîmpeanu, politician român
- 18 aprilie: Péter Olajos, politician maghiar
- 19 aprilie: Mswati al III-lea al Eswatiniului (n. Makhosetive Dlamini), rege al statului Eswatini (din 1986)
- 20 aprilie: Platon (Platon Antoniou), fotograf britanic
- 23 aprilie: Mihaela Zavolan, cercetătoare în biologia sistemică, română
- 24 aprilie: Aurelia Cristea, politiciană română
- 24 aprilie: Aidan Gillen, actor irlandez
- 25 aprilie: Virgil-Daniel Popescu, politician român
- 26 aprilie: Tudor Sălăgean, istoric român
- 27 aprilie: Cristian Mungiu, regizor român de film
- 28 aprilie: Daisy Berkowitz, muzician american (d. 2017)
- 29 aprilie: Dragoș-Florin David, politician român
- 29 aprilie: Kolinda Grabar-Kitarović, politician croat

### Mai

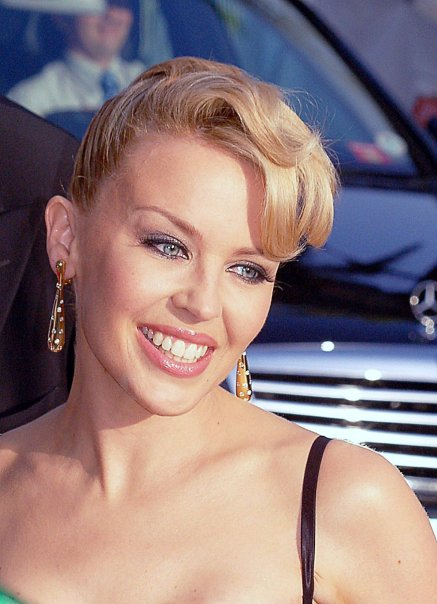
Kylie Minogue, cântăreață australiană
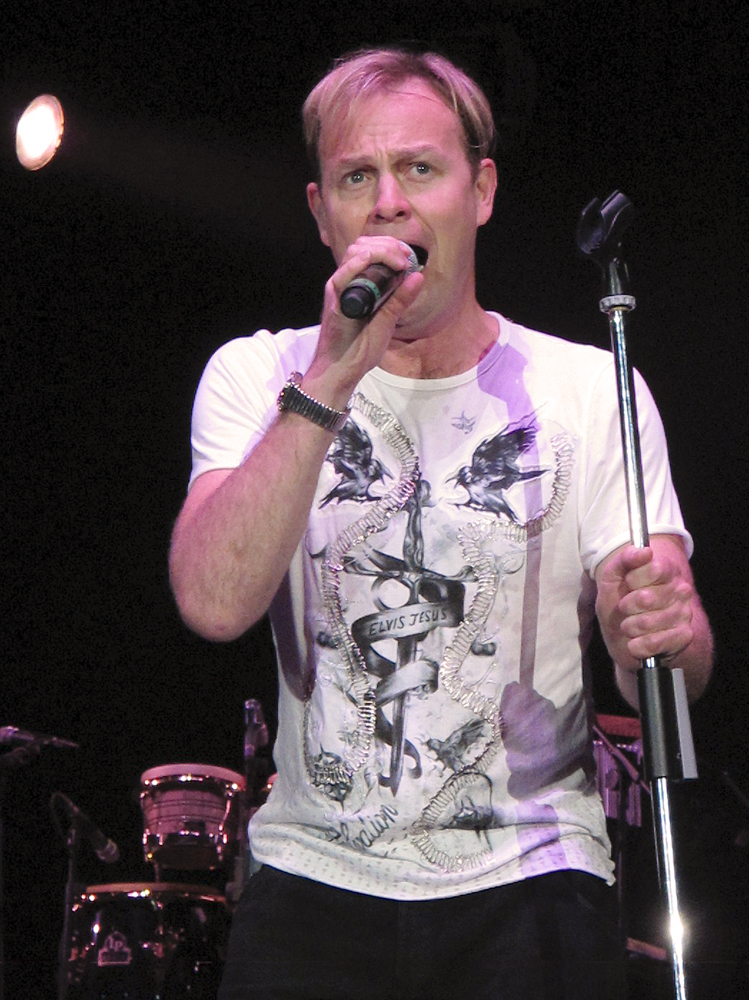
Jason Donovan, cântăreț și actor australian
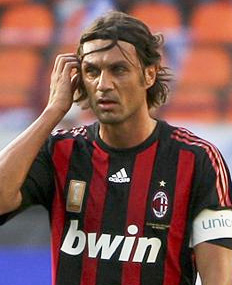
Paolo Maldini, fotbalist italian
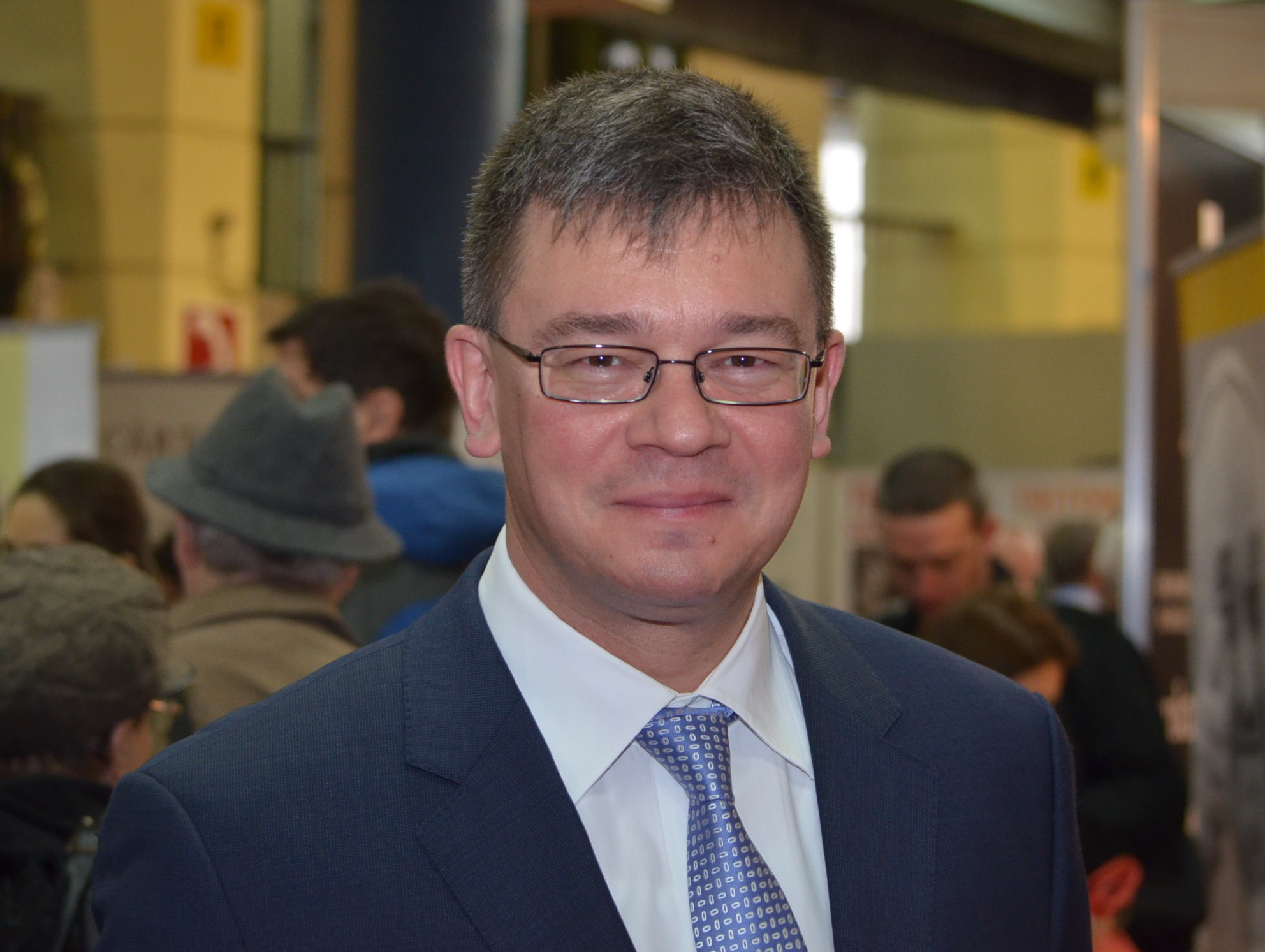
Mihai Răzvan Ungureanu, istoric, diplomat și politician român, prim-ministru al României
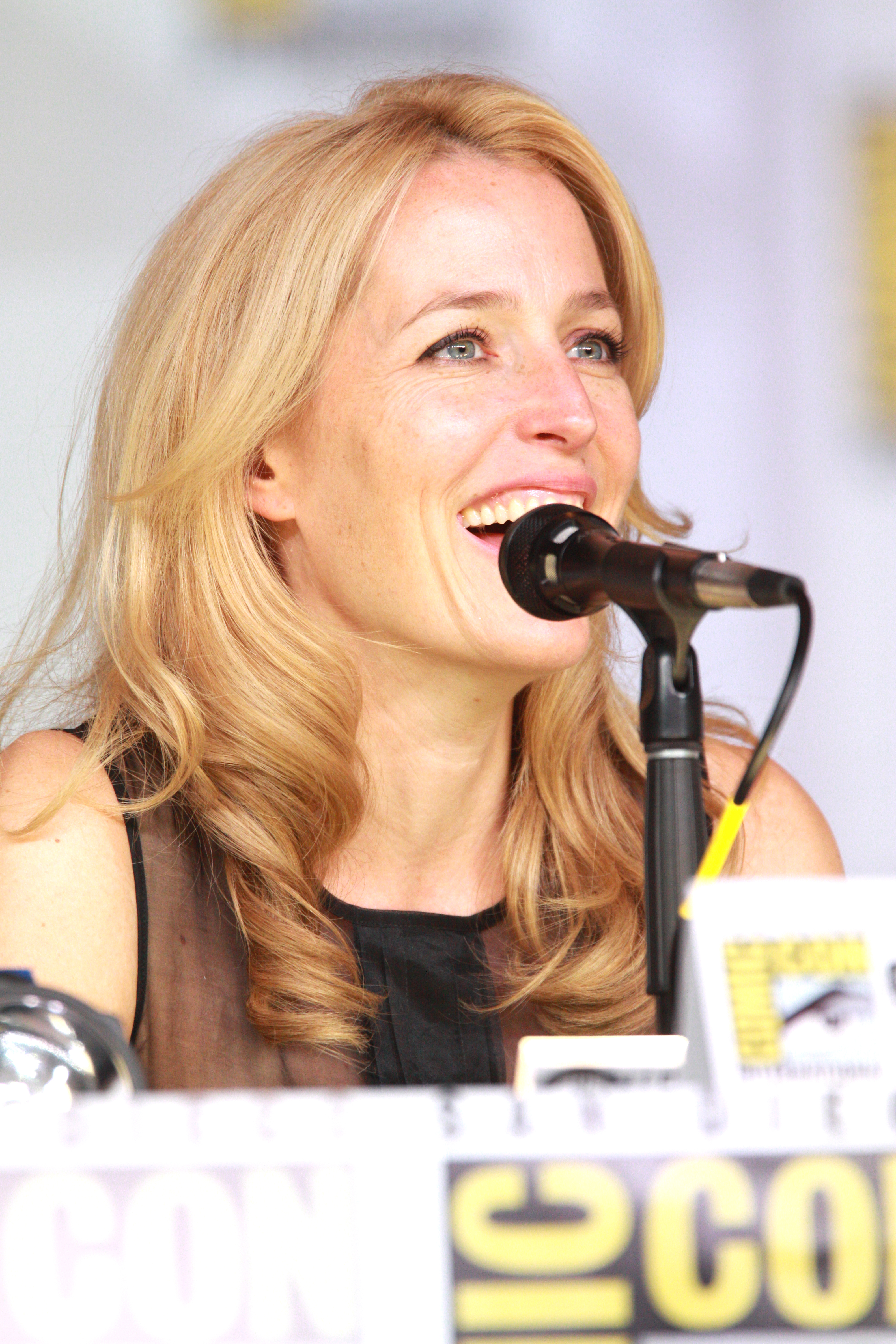
Gillian Anderson, actriță americană

- 1 mai: Oliver Bierhoff, fotbalist german (atacant)
- 3 mai: Paul Bogdan, scriitor român
- 3 mai: Amy Ryan, actriță americană
- 4 mai: Vasile Iliuță, politician român
- 4 mai: Veronica Dijmărescu-Niculescu, jurnalistă română
- 5 mai: Boban Babunski, fotbalist macedonean
- 5 mai: Vasile Jercălău, fotbalist român
- 6 mai: Maksim Fadeev, cântăreț rus
- 6 mai: Nicole Marischka, actriță germană
- 7 mai: Traci Lords, actriță americană de film
- 8 mai: Hisashi Kurosaki, fotbalist japonez (atacant)
- 10 mai: Boris Focșa, politician din R. Moldova
- 10 mai: William Regal, wrestler britanic
- 13 mai: Oana Sârbu, interpretă română de muzică ușoară și actriță
- 15 mai: Cecilia Malmström, politiciană suedeză
- 16 mai: Noemi Lung, înotătoare română
- 16 mai: Ľuboš Micheľ, arbitru de fotbal, slovac
- 17 mai: Petru Călian, politician român
- 17 mai: Hynek Fajmon, politician ceh
- 20 mai: Carmen Ion, profesoară de limba română
- 20 mai: Valeriu Lazăr, politician din R. Moldova
- 21 mai: Ovidiu Florin Orțan, politician român
- 22 mai: Igor Ledeahov, fotbalist rus
- 25 mai: Alexander Liebreich, dirijor german
- 26 mai: Prințul Frederic (n. Frederik André Henrik Christian), prinț moștenitor al Danemarcei
- 28 mai: Kylie Ann Minogue, cântăreață australiană
- 29 mai: László-Attila Klárik, politician român

### Iunie
- 1 iunie: Jason Donovan (Jason Sean Donovan), cântăreț și actor australian
- 2 iunie: Teo Trandafir (n. Teodora Virginia Uță), prezentatoare TV și actriță română
- 3 iunie: Ada Solomon, producătoare de film, română
- 7 iunie: Carla Marins, actriță braziliană
- 7 iunie: Juan Antonio Pizzi Torroja, fotbalist spaniol (atacant)
- 8 iunie: Anișoara Radu, politiciană română
- 11 iunie: Alois, Principe Ereditar al Liechtensteinului (n. Alois Philipp Maria)
- 12 iunie: Gabriel Berca, inginer român
- 12 iunie: Alexa Maria Surholt, actriță germană
- 15 iunie: Traian Bendorfean, fotbalist (portar) român și antreprenor
- 16 iunie: Olga Bolșova, atletă din R. Moldova
- 16 iunie: James Patrick Stuart, actor american
- 18 iunie: Alexandru Cimbriciuc, politician din R. Moldova
- 19 iunie: Marian Bălan, politician român
- 21 iunie: Viorel Riceard Badea, politician român
- 21 iunie: Liviu Câmpanu, politician român
- 21 iunie: Keo (n. Cosmin Mustață) cântăreț român
- 21 iunie: Sonique (Sonia Clarke), cântăreață britanică
- 23 iunie: Lee Jae-yong, om de afaceri sud-coreean
- 25 iunie: Oleg Babenco, politician din R. Moldova
- 25 iunie: Dorinel Ionel Munteanu, fotbalist român
- 26 iunie: Paolo Cesare Maldini, fotbalist italian
- 29 iunie: Florin Aurelian Popescu, politician român
- 30 iunie: Phil Anselmo, muzician, cântăreț, producător muzical și compozitor american (Pantera/Down)

### Iulie

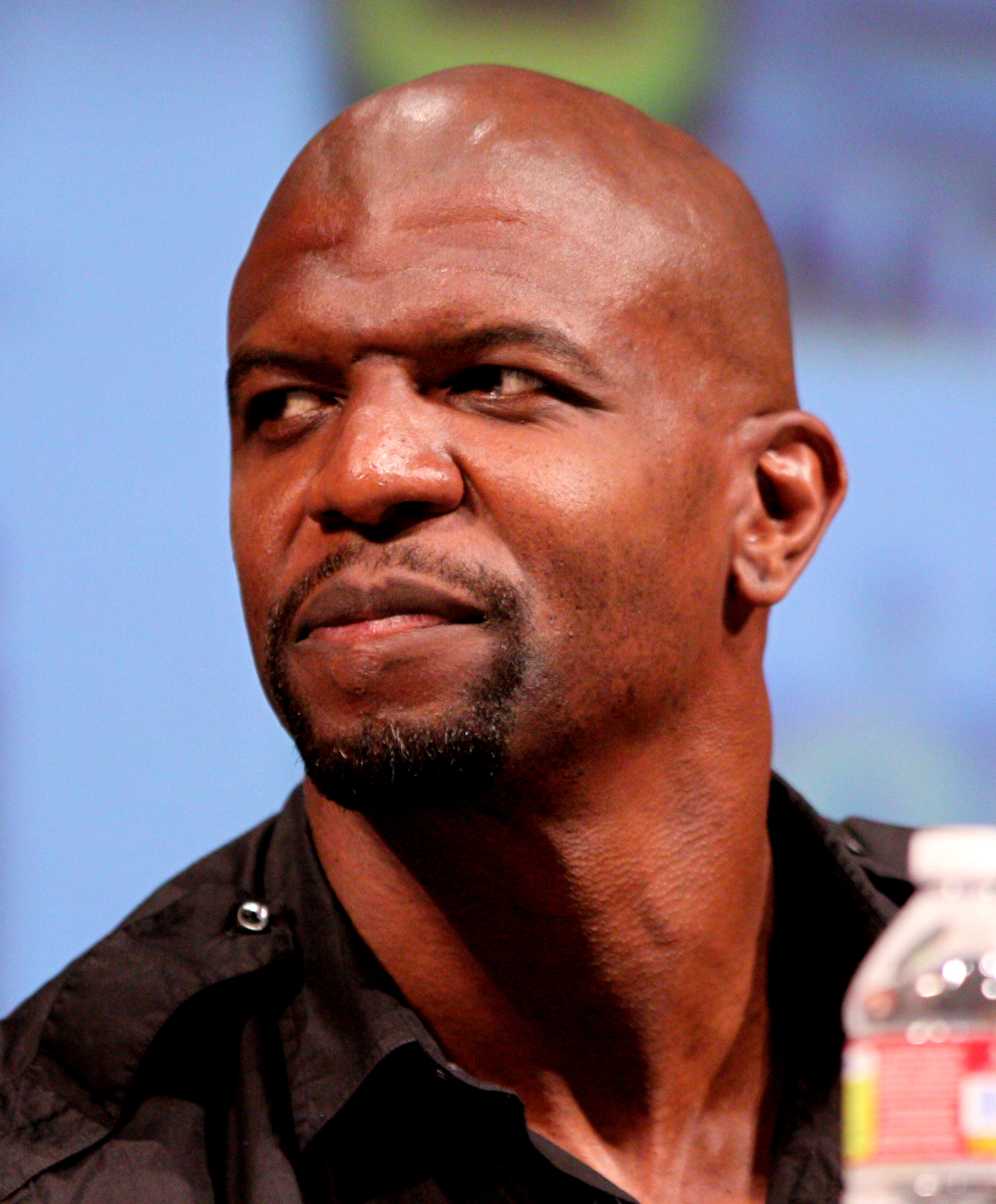
Terry Crews, actor american și fost jucător de fotbal american
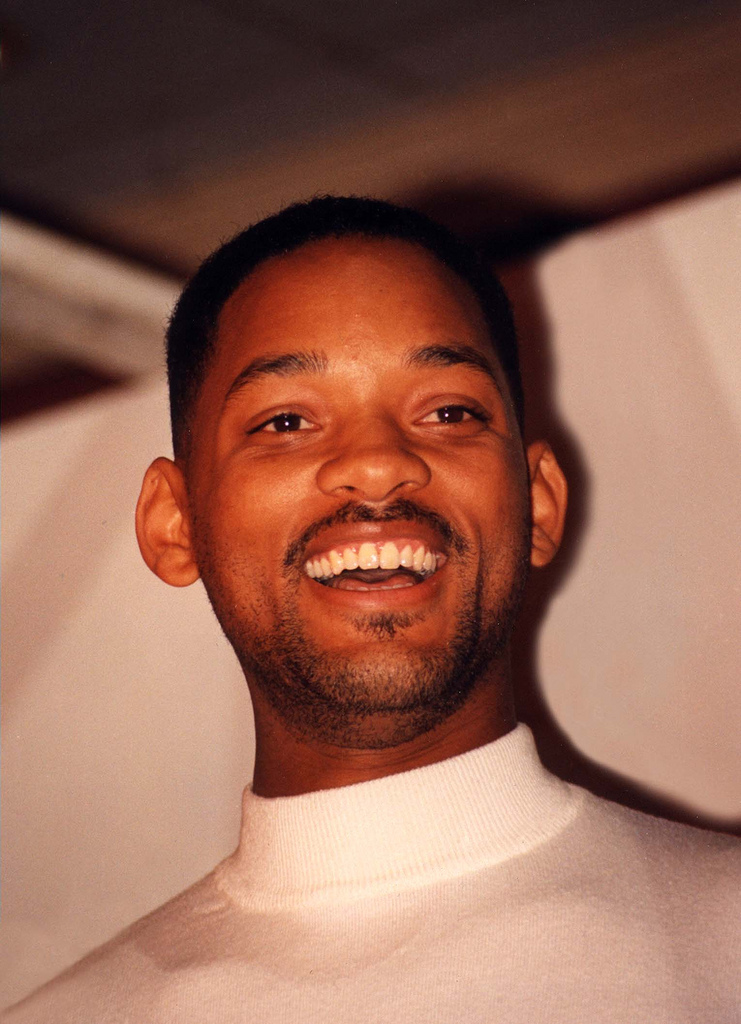
Will Smith, actor, producător, compozitor și rapper american
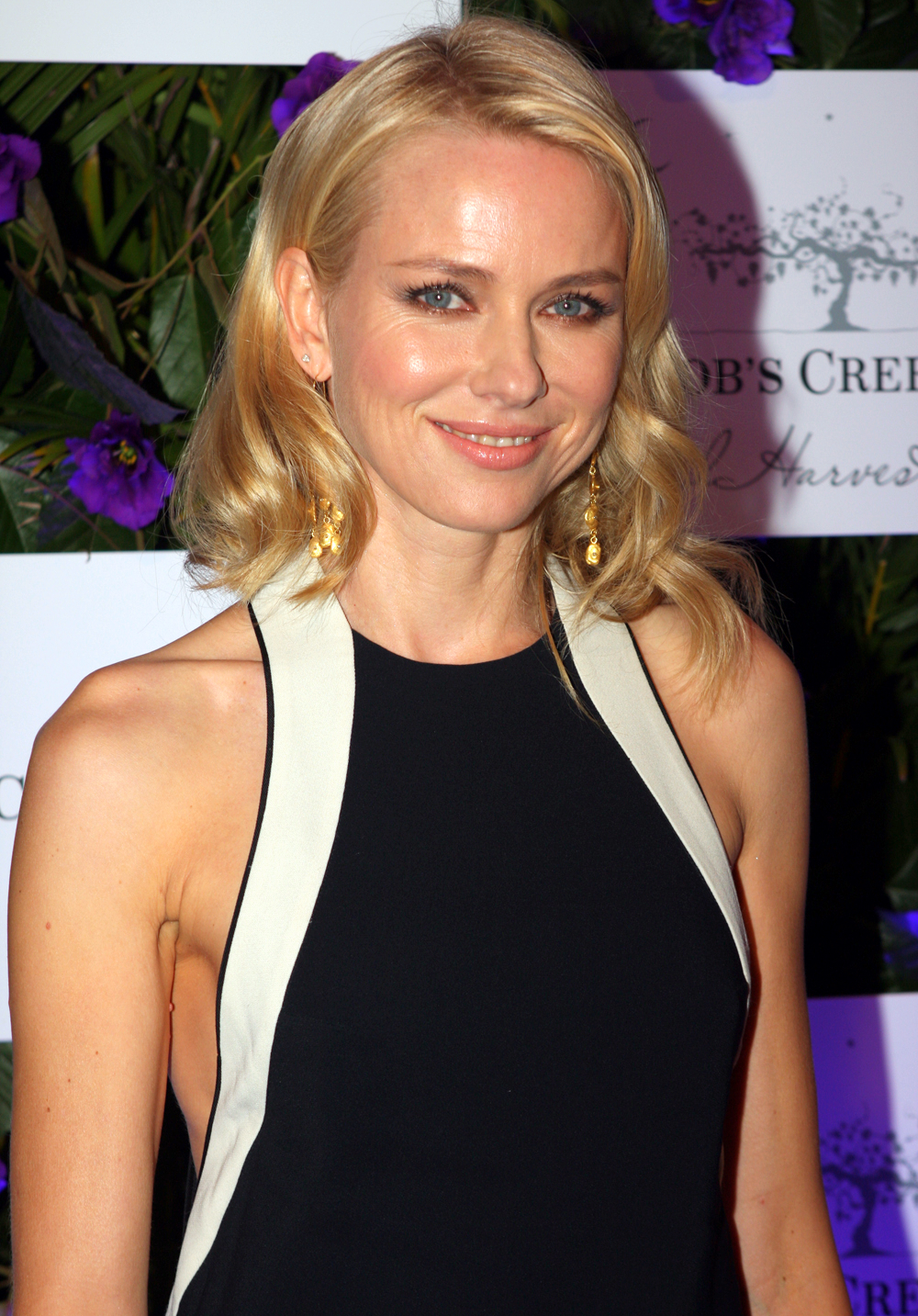
Naomi Watts, actriță britanică
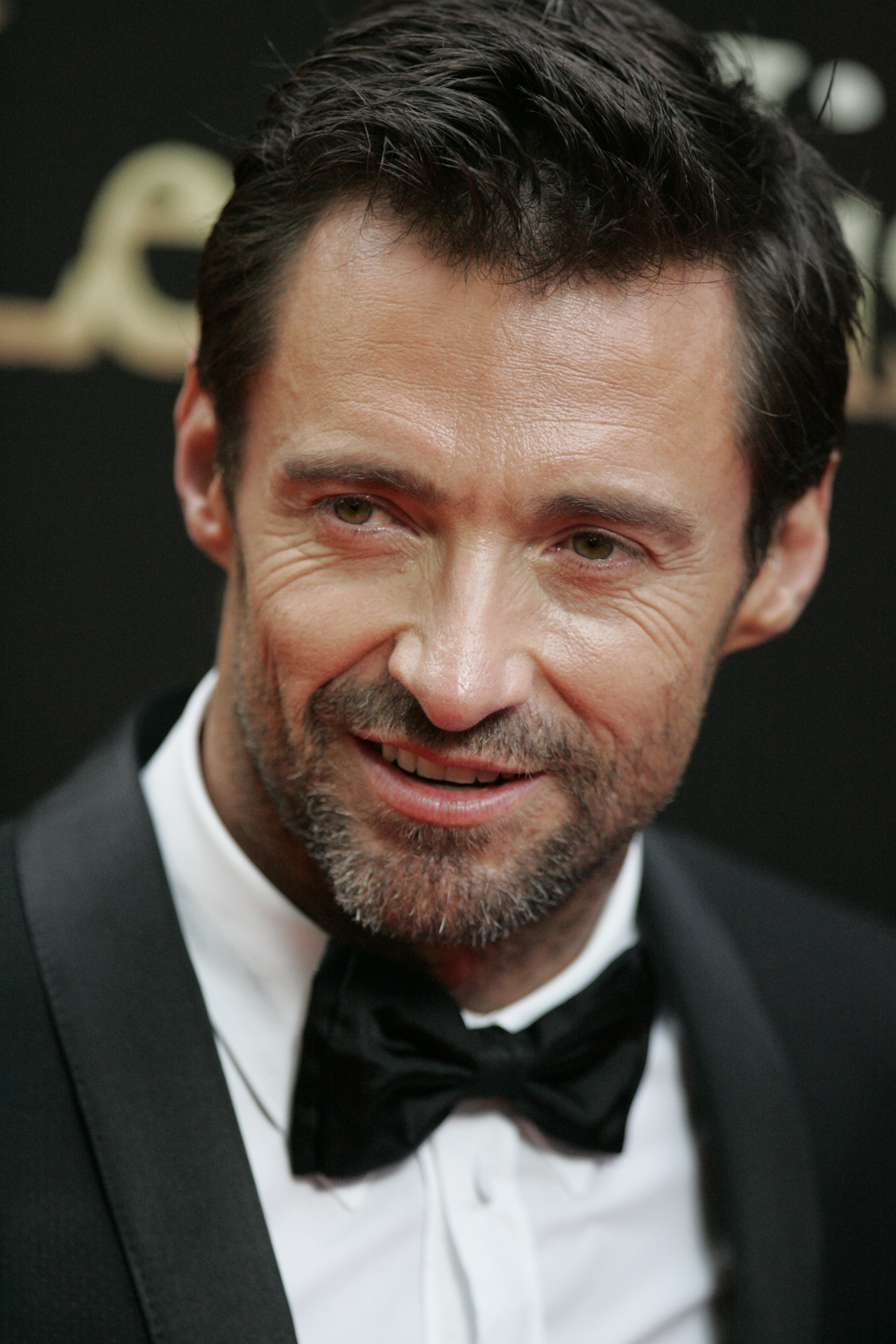
Hugh Jackman, actor și producător australian
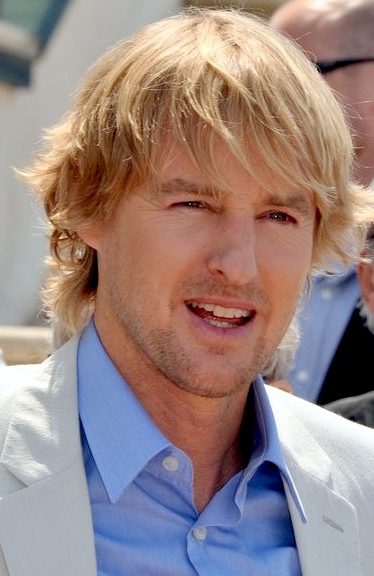
Owen Wilson, actor american

- 1 iulie: Dan Grigore, politician român
- 5 iulie: Marian Hoinaru, politician român
- 5 iulie: Radu Ștefan Mazăre, politician român
- 7 iulie: Danny Jacobs, actor american
- 7 iulie: Jeff VanderMeer, scriitor american
- 8 iulie: Billy Crudup, actor american
- 8 iulie: Magnus Erlingmark, fotbalist suedez
- 9 iulie: Paolo Di Canio, fotbalist italian (atacant)
- 9 iulie: Daniel Iordăchioaie, cântăreț român
- 10 iulie: Bogdan-Iulian Huțucă, politician român
- 12 iulie: Matei Suciu, politician român
- 13 iulie: Zoltan Ritli, fotbalist român (portar)
- 15 iulie: Leticia Calderón, actriță mexicană
- 15 iulie: Eddie Griffin (n. Edward James Griffin, Jr.), actor și comedian american
- 17 iulie: Beth Littleford, actriță americană
- 18 iulie: Florin Piersic, actor român
- 20 iulie: Gheorghe Barbu, fotbalist și antrenor român (d. 2021)
- 20 iulie: Leiba Sorin, tehnician audio-video
- 21 iulie: Gheorghe-Dănuț Bogdan, politician român
- 21 iulie: Brandi Chastain, fotbalistă americană
- 21 iulie: Gergely Kovács, arhiepiscop de Alba Iulia
- 22 iulie: Karin Scheele, politiciană austriacă
- 26 iulie: Frédéric Diefenthal, actor francez
- 27 iulie: Ion Bazac, politician român
- 27 iulie: Cliff Curtis, actor neozeelandez
- 27 iulie: Ricardo Rosset, pilot brazilian de Formula 1
- 28 iulie: Iulian Chifu, jurnalist român
- 29 iulie: Zsolt Szilágyi, politician român
- 30 iulie: Terry Crews, actor american și jucător de fotbal american
- 31 iulie: Annika Pages, actriță germană

### August
- 1 august: Dan Donegan, muzician american
- 1 august: Daniel Olteanu, politician român (d.2024)
- 4 august: Olga Neuwirth, compozitoare austriacă
- 5 august: Marine Le Pen, politiciană franceză
- 6 august: Jens Seipenbusch, politician german
- 7 august: Pepe Aguilar, muzician american
- 7 august: Cezar Paul-Bădescu, prozator și publicist român
- 8 august: Florin Prunea, fotbalist român (portar)
- 9 august: Gillian Leigh Anderson, actriță americano-britanică
- 9 august: Adrian Ursu, jurnalist român
- 10 august: Tsuyoshi Kitazawa, fotbalist japonez
- 10 august: Lene Rantala, fotbalistă daneză (portar)
- 11 august: Prințesa Mabel a Țărilor de Jos
- 13 august: Luis G. Abbadie, scriitor mexican
- 13 august: Adrian Bîrzu, chimist român (d. 2017)
- 13 august: Cristian Stragea, politician român
- 14 august: David McKenna, scenarist american
- 15 august: Monika Beňová, politiciană slovacă
- 15 august: Stela Grigoraș, politiciană din R. Moldova
- 17 august: Ion Cupă, politician român
- 17 august: Anja Fichtel, scrimeră germană
- 22 august: Sorin Adam, pictor român
- 23 august: Hajime Moriyasu, fotbalist japonez
- 26 august: Florina Ilis, scriitoare română
- 26 august: Valérie Karsenti, actriță franceză
- 27 august: Aurel Silviu Panait, fotbalist român
- 27 august: Cătălin Predoiu, avocat, politician român
- 28 august: Alessandro Puccini, scrimer italian

### Septembrie
- 5 septembrie: Simon Hix, politolog și profesor britanic.
- 6 septembrie: Leah Fadida, politiciană israeliană
- 7 septembrie: Marcel Desailly, fotbalist francez
- 8 septembrie: Paul Mazurkiewicz, muzician american
- 8 septembrie: Ștefan Dumitru Nanu, fotbalist român
- 10 septembrie: Big Daddy Kane, muzician american
- 10 septembrie: Guy Ritchie, regizor britanic
- 11 septembrie: Slaven Bilić, fotbalist și antrenor croat
- 11 septembrie: Emmanuelle Charpentier, profesoară și cercetătoare franceză, laureată a Premiului Nobel (2020)
- 13 septembrie: Laura Cutina, sportivă română (gimnastică artistică)
- 13 septembrie: Emma Sjöberg, actriță suedeză
- 16 septembrie: Marc Anthony (n. Marco Antonio Muñiz), cântăreț, compozitor, actor și producător american, de etnie portorican
- 16 septembrie: Mihai Alexandru Voicu, politician român
- 17 septembrie: Anastacia (Anastacia Lyn Newkirk), cântăreață, textieră și producătoare muzicală, americană
- 17 septembrie: Emil Radu Moldovan, politician român
- 21 septembrie: Marina Anca, scriitoare franceză
- 22 septembrie: Mihai Răzvan Ungureanu, istoric, diplomat și politician român, prim-ministru al României (2012)
- 23 septembrie: Daniel Dumitrescu, boxer român
- 23 septembrie: Wendelin Werner, matematician francez
- 25 septembrie: Dan Aurel Ioniță, politician român
- 25 septembrie: Will Smith (n. Willard Carroll Smith, jr.), actor, producător, compozitor și rapper american
- 26 septembrie: Jim Caviezel, actor american
- 26 septembrie: Ben Shenkman, actor american
- 27 septembrie: Marko Attila, politician român
- 28 septembrie: Naomi Watts, actriță britanică de film și TV
- 29 septembrie: Traian Igaș, politician român

### Octombrie
- 3 octombrie: Dan Dungaciu, sociolog român
- 3 octombrie: Dumitru-Verginel Gireadă, politician român
- 6 octombrie: Silviu Petrescu, arbitru de fotbal, canadian
- 6 octombrie: Ovidiu Rădoi, politician român
- 7 octombrie: Luminița Anghel, cântăreață română
- 8 octombrie: Zvonimir Boban, fotbalist croat
- 8 octombrie: Stephanie Philipp, actriță germană
- 10 octombrie: Marinos Ouzounidis, fotbalist grec
- 11 octombrie: Claudiu Săftoiu, politician român
- 11 octombrie: Halla Tómasdóttir, femeie de afaceri și politiciană islandeză, președinte al Islandei
- 12 octombrie: Daniela Gyorfi, cântăreață română
- 12 octombrie: Hugh Jackman, actor de film și producător australian
- 13 octombrie: Bogdan Ciucă, politician român
- 15 octombrie: Didier Deschamps (Didier Claude Deschamps), fotbalist francez
- 18 octombrie: Cristian Iacob, actor român de teatru și film
- 18 octombrie: Naoto Otake, fotbalist japonez
- 18 octombrie: Michael Stich, jucător german de tenis
- 19 octombrie: Laura Pavel, scriitoare română
- 22 octombrie: Shaggy (n. Orville Richard Burrell), cântăreț jamaican, genul reggae
- 23 octombrie: Gesine Cukrowski, actriță germană
- 23 octombrie: Șerban Marin, istoric român
- 24 octombrie: Osmar Donizete Cândido, fotbalist brazilian (atacant)
- 30 octombrie: Gheorghe Butoiu, fotbalist român

### Noiembrie
- 4 noiembrie: Marius Bălu, politician român
- 4 noiembrie: Troy McLawhorn, muzician american
- 5 noiembrie: Vasile Măstăcan, canotor român
- 5 noiembrie: Sam Rockwell, actor american
- 5 noiembrie: Ion Vlădoiu, fotbalist român (atacant)
- 6 noiembrie: Liliana Nicolaescu-Onofrei, politiciană din R. Moldova
- 7 noiembrie: Liviu Almășan, politician român
- 7 noiembrie: Mark Preston, inginer australian
- 7 noiembrie: Oleg Tiagnibok, politician ucrainean
- 9 noiembrie: Nazzareno Carusi, pianist italian
- 10 noiembrie: Ishtar Alabina, cântăreață israeliană
- 10 noiembrie: Alexandru Florin Tene, fotbalist român (portar)
- 13 noiembrie: Susann Atwell, prezentatoare de televiziune, germană
- 13 noiembrie: Shinichiro Tani, fotbalist japonez (atacant)
- 14 noiembrie: Nicolae Comănescu, pictor român
- 16 noiembrie: David Casa, politician maltez
- 18 noiembrie: Owen Wilson (Owen Cunningham Wilson), actor și scenarist american
- 20 noiembrie: Paul Scheuring, scenarist american
- 21 noiembrie: Nicu Marcu, politician român
- 22 noiembrie: Sidse Babett Knudsen, actriță daneză
- 26 noiembrie: Francisc Vaștag, pugilist român
- 29 noiembrie: Ramona Bădescu, actriță română de film
- 30 noiembrie: Anca Boagiu, politician român
- 30 noiembrie: Gabriel Pantelimon, scrimer român

### Decembrie
- 2 decembrie: Lucy Liu, actriță americană de film
- 6 decembrie: Sadâr Japarov, politician, diplomat și oligarh kârgâz, președinte al Kârgâzstanului
- 6 decembrie: Héctor Suárez Gomís, actor mexican
- 9 decembrie: Kurt Angle, wrestler american
- 9 decembrie: Ionuț Angelo Lupescu, fotbalist român
- 12 decembrie: Kate Humble, prezentatoare de televiziune, britanică
- 14 decembrie: Kelley Armstrong, scriitoare canadiană
- 14 decembrie: Florin Chilian, muzician român
- 15 decembrie: Pat O'Brien, muzician american
- 18 decembrie: Casper Van Dien, actor american
- 19 decembrie: Adrian Majuru, jurnalist român
- 20 decembrie: Doina Ignat, canotoare română
- 20 decembrie: Codrin Ștefănescu, politician român
- 20 decembrie: Karl Wendlinger, pilot austriac de Formula 1
- 22 decembrie: Luis Hernández (Luis Arturo Hernández Carreón), fotbalist mexican (atacant)
- 23 decembrie: Manuel Rivera-Ortiz, fotograf american
- 24 decembrie: Marian Pană, fotbalist român
- 25 decembrie: Helena Christensen, fotomodel danez
- 25 decembrie: Mihai Netea, medic și profesor universitar român
- 28 decembrie: Brian Steen Nielsen, fotbalist danez
- 29 decembrie: Dorin-Liviu Nistoran, politician român

## Decese
- 6 ianuarie: Siegfried Kurt Baschwitz, 81 ani, jurnalist german (n. 1886)
- 14 ianuarie: László Kiss, 48 ani, actor maghiar (n. 1919)
- 15 ianuarie: Leopold Infeld, 69 ani, fizician polonez (n. 1898)
- 30 ianuarie: Wilhelm Busch, 75 ani, politician german nazist (n. 1892)
- 1 februarie: Gherman Pântea, 73 ani, politician român (n. 1894)
- 2 februarie: Juan Iliesco (n. Ioan Traian Iliescu), 69 ani, șahist argentinian de etnie română (n. 1898)
- 2 februarie: Ivan Ribar, 87 ani, politician iugoslav (n. 1881)

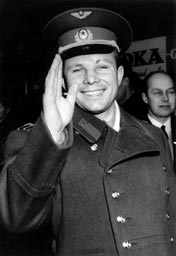
Iuri Gagarin, cosmonaut sovietic
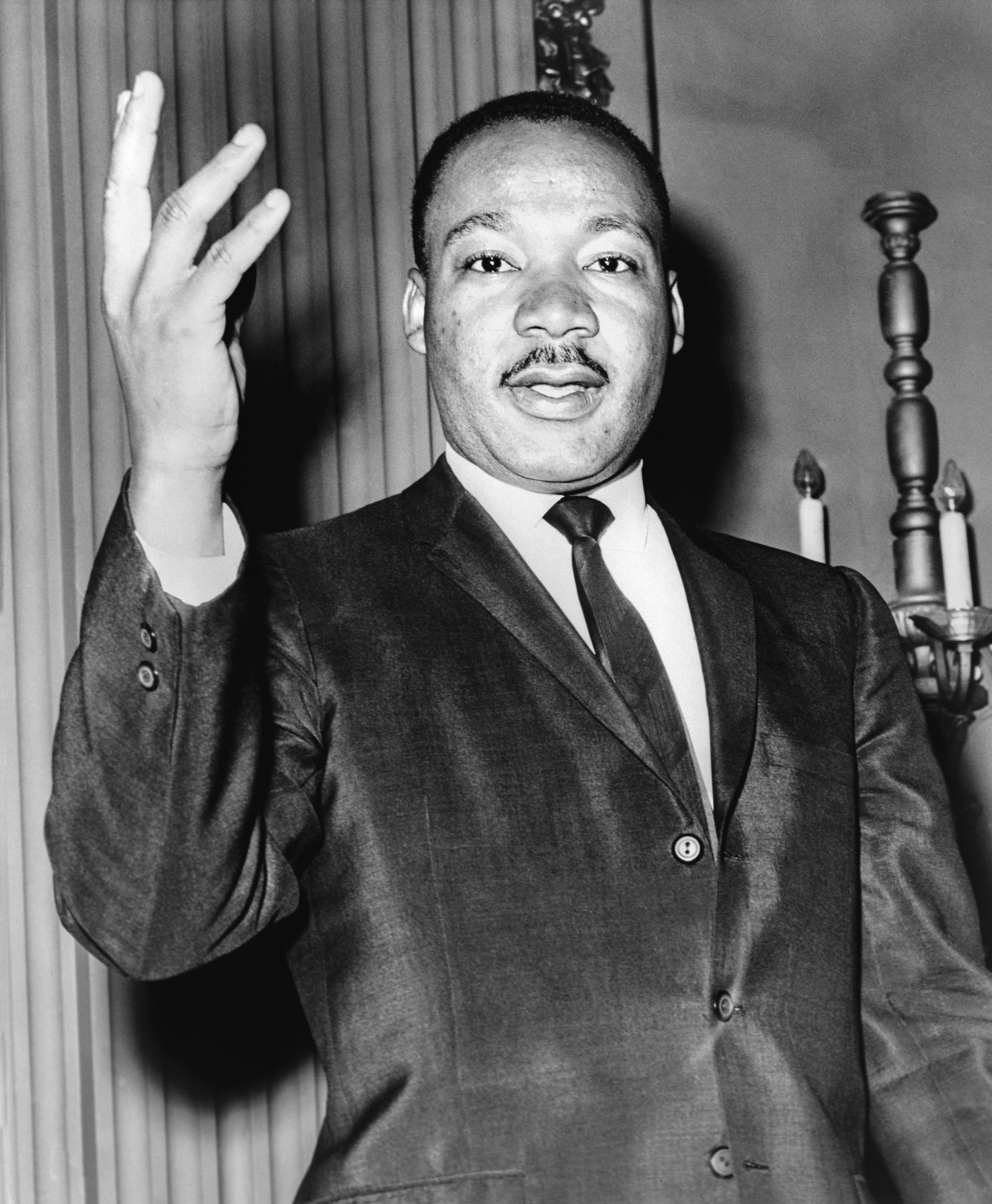
Martin Luther King Jr., activist american, militant pentru apărarea drepturilor civile ale persoanelor de culoare din Statele Unite, laureat al Premiului Nobel
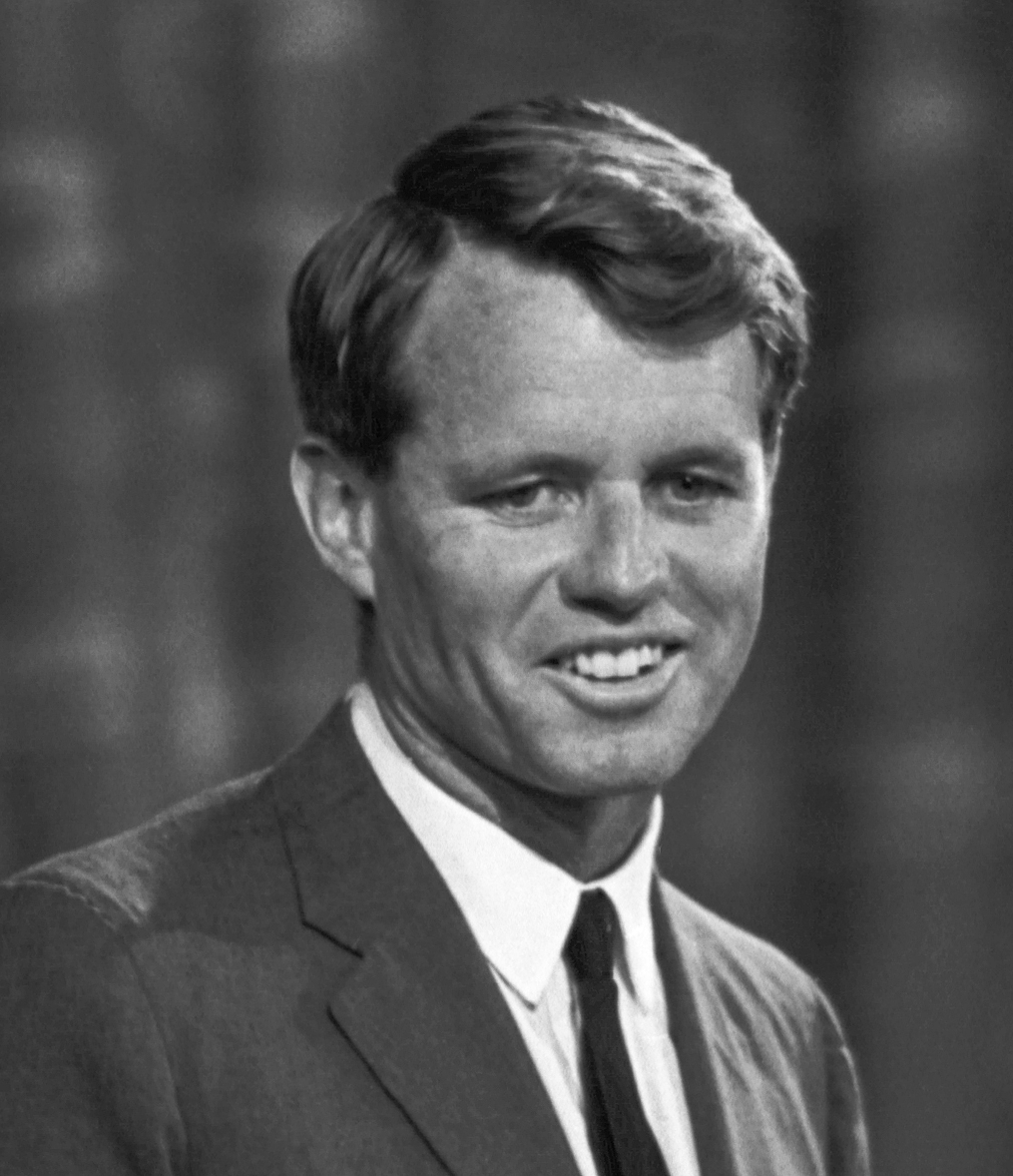
Robert F. Kennedy, politician american, procuror general și senator al Statelor Unite
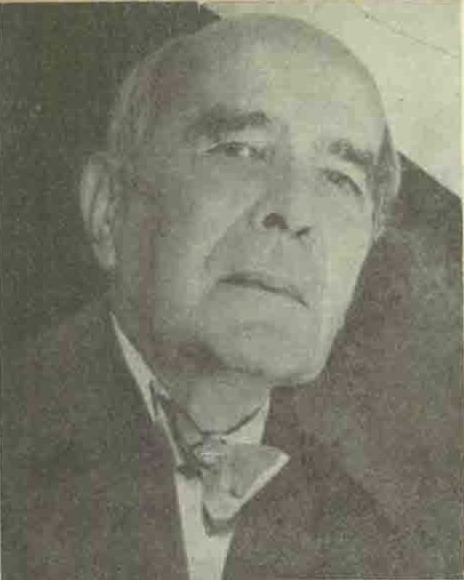
Adrian Maniu, scriitor și poet român

- 12 martie: Yoshio Kosugi, 64 ani, actor japonez (n. 1903)
- 14 martie: Erwin Panofsky, 75 ani, eseist și istoric de artă german (n. 1892)
- 16 martie: Gunnar Ekelöf, 60 ani, scriitor suedez (n. 1907)
- 20 martie: Carl Theodor Dreyer, 79 ani, regizor de film, danez (n. 1889)
- 27 martie: Iuri Alexeevici Gagarin, 34 ani, cosmonaut sovietic (n. 1934)
- 1 aprilie: Lev Landau, 60 ani, fizician rus (n. 1908)
- 4 aprilie: Martin Luther King Jr., 39 ani, pastor baptist nord-american, activist politic și militant pentru apărarea drepturilor civile ale persoanelor de culoare din Statele Unite, laureat al Premiului Nobel (1964), (n. 1929)
- 5 aprilie: Félix Couchoro, 67 ani, scriitor togolez (n. 1900)
- 16 aprilie: Ion D. Iulian, 71 ani, arhitect și inginer român (n. 1897)
- 20 aprilie: Adrian Maniu, 77 ani, scriitor și poet român (n. 1891)
- 22 aprilie: Virgil Birou, 64 ani, scriitor român (n. 1903)
- 27 aprilie: Vasili Nikolaevici Ajaev, 53 ani, scriitor rus (n. 1915)
- 30 aprilie: Béla Barsy, 62 ani, actor maghiar (n. 1906)
- 5 mai: Rosalie Slaughter Morton, 91 ani, medic chirurg american (n. 1876)
- 14 mai: Husband Edward Kimmel, 86 ani, ofițer american (n. 1882)
- 15 mai: Gheorghe Naum, 81 ani, pictor român (n. 1907)
- 29 mai: Matthias Lackas, 62 ani, editor german (n. 1905)
- 30 mai: Constantin S. Nicolaescu-Plopșor (n. Constantin S. Nicolaescu), 68 ani, scriitor român (n. 1900)
- 31 mai: Johan Erik Lindegren, 57 ani, scriitor suedez (n. 1910)
- 1 iunie: Helen Adams Keller, 87 ani, scriitoare și activistă americană (n. 1880)
- 6 iunie: Robert Francis Kennedy, 42 ani, politician american, procuror general și senator al SUA (n. 1925)
- 14 iunie: Salvatore Quasimodo, 66 ani, poet și traducător italian, laureat al Premiului Nobel (1959), (n. 1901)
- 17 iunie: José Nasazzi Yarza, 67 ani, fotbalist uruguayan (n. 1901)

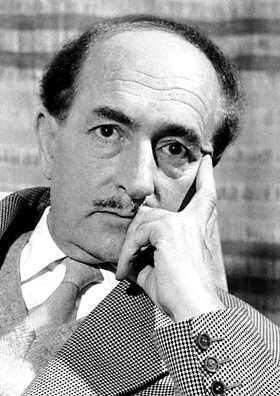
Salvatore Quasimodo, poet și traducător italian, laureat al Premiului Nobel
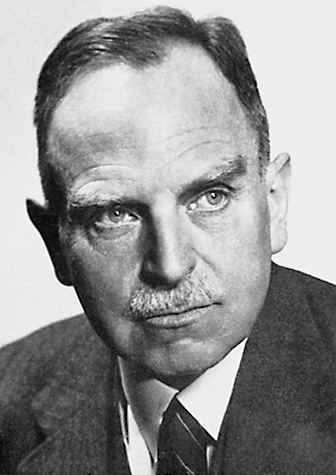
Otto Hahn, chimist german, laureat al Premiului Nobel
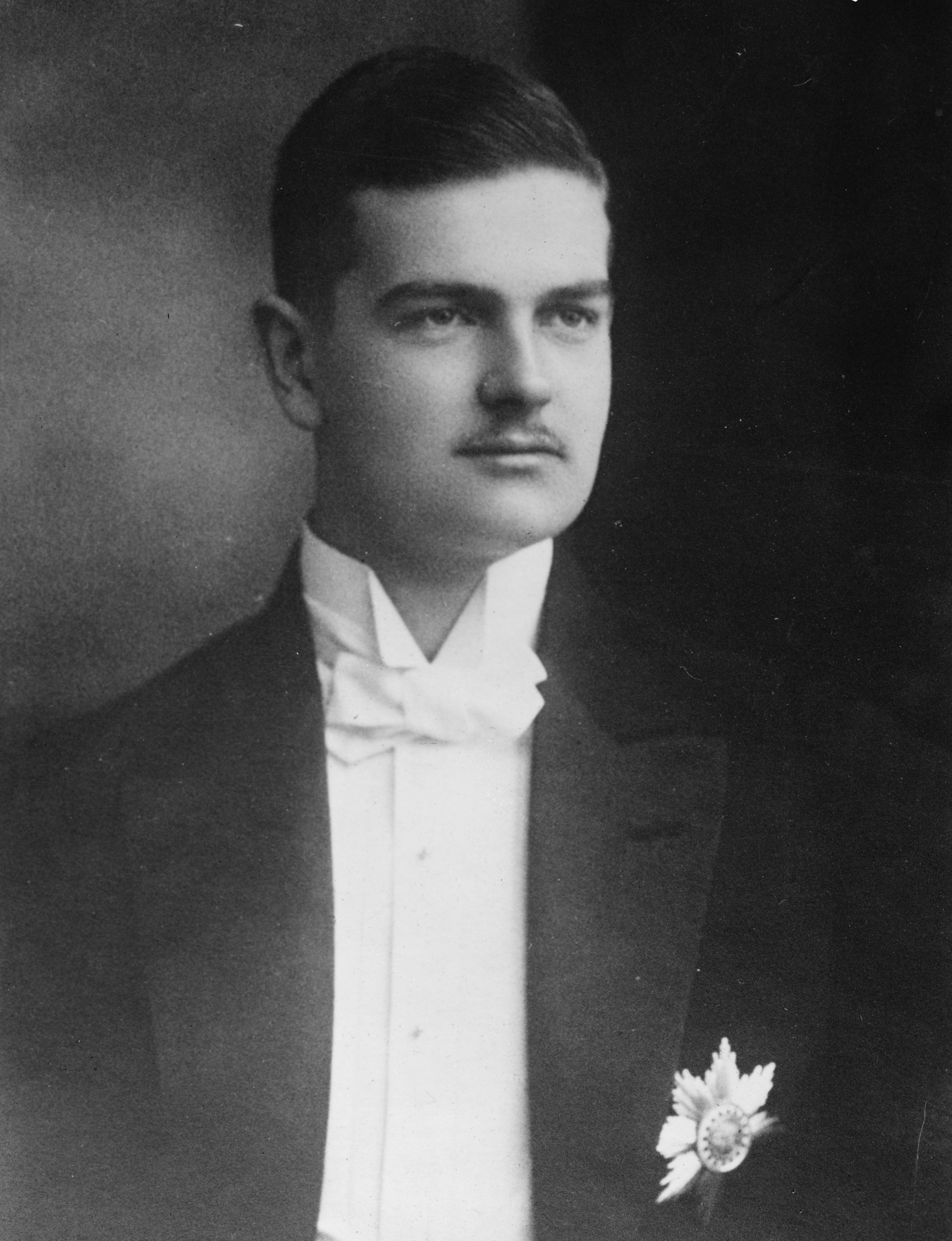
Friedrich Christian, Margraf de Meissen
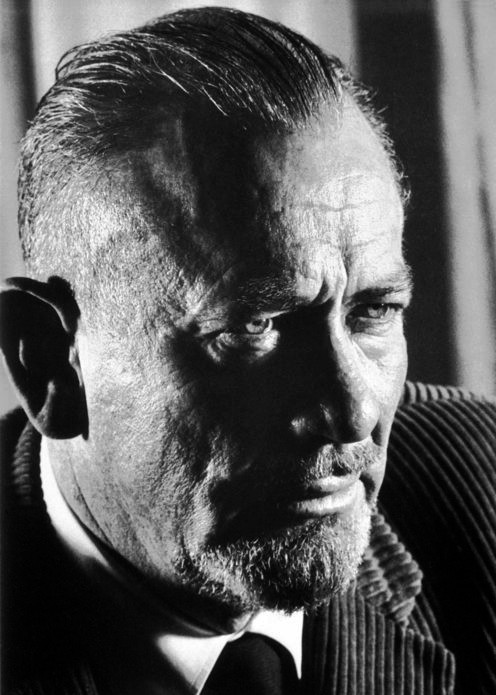
John Steinbeck, scriitor american, laureat al Premiului Nobel

- 18 iunie: Sándor Földes (n. Pál Ács), 73 ani, scriitor expresionist, redactor al radiodifiziunii maghiare, poet și jurnalist maghiar (n. 1895)
- 28 iulie: Otto Hahn, 89 ani, chimist german, laureat al Premiului Nobel (1944), (n. 1879)
- 7 august: Vasile Chițu, 72 ani, ofițer român (n. 1896)
- 9 august: Friedrich Christian (n. Friedrich Christian Albert Leopold Anno Sylvester Macarius von Sachsen), 74 ani, Margraf de Meissen (n. 1893)
- 10 august: Eugen Schileru (n. Eugen Schiller), 51 ani, critic literar și de artă, eseist și traducător român (n. 1916)
- 16 august: Suraphol Sombatcharoen, 37 ani, cântăreț thailandez (n. 1930)
- 17 august: Jean Yonnel (aka Jean-Estève Schachmann), 77 ani, actor francez (n. 1891)
- 19 august: George Gamow, 84 ani, fizician și astrofizician american de etnie rusă (n. 1904)
- 27 august: Prințesa Marina a Greciei și Danemarcei, 61 ani, născută în Regatul Unit (n. 1906)
- 30 august: William Talman (William Whitney Talman, Jr.), 53 ani, actor american (n. 1915)
- 2 septembrie: Ernest Claes (Andreas Ernestus Josephus Claes), 82 ani, scriitor belgian (n. 1885)
- 3 septembrie: Sever Burada (n. Sever Burădescu), 72 ani, pictor român (n. 1896)
- 4 septembrie: Victor Iliu, 55 ani, regizor de film, român (n. 1912)
- 18 septembrie: León Felipe (León Felipe Camino Galicia), 84 ani, poet spaniol (n. 1884)
- 18 septembrie: Franchot Tone (Stanislaus Pascal Franchot Tone), 63 ani, actor american (n. 1905)
- 2 octombrie: Marcel Duchamp, 81 ani, artist francez (n. 1887)
- 7 octombrie: Emil Petrovici, 69 ani, lingvist și folclorist român din Voivodina, Serbia (n. 1899)
- 9 octombrie: Jean Paulhan, 83 ani, scriitor francez (n. 1884)
- 13 octombrie: Manuel Bandeira, 82 ani, scriitor brazilian (n. 1886)
- 13 octombrie: Gunnar Källén (Anders Olof Gunnar Källén), 42 ani, fizician suedez (n. 1926)
- 26 octombrie: Serghei Bernstein, 88 ani, matematician rus (n. 1880)
- 27 octombrie: Lise Meitner (Elise Meitner), 88 ani, fiziciană austriacă (n. 1878)
- 30 octombrie: Ramón Novarro (n. Jose Ramón Gil Samaniego), 69 ani, actor mexican de film, teatru și televiziune (n. 1899)
- 14 noiembrie: Ramón Menéndez Pidal, 99 ani, istoric spaniol (n. 1869)
- 23 noiembrie: Schlomo Winninger, 90 ani, scriitor austriac (n. 1877)
- 26 noiembrie: Arnold Zweig, 81 ani, scriitor german (n. 1887)
- 28 noiembrie: Wanda Dubieńska (n. Wanda Nowak), 73 ani, scrimeră poloneză (n. 1895)
- 30 noiembrie: Prințul Feodor Alexandrovici al Rusiei, 69 ani (n. 1898)
- 18 decembrie: Dorothy Garrod, 76 ani, arheolog și cercetătoare britanică (n. 1892)
- 20 decembrie: John Ernest Steinbeck, 66 ani, scriitor american, laureat al Premiului Nobel (1962), (n. 1902)
- 22 decembrie: Otto Gelsted, 80 ani, poet danez (n. 1888)
- 31 decembrie: Sabin V. Drăgoi, 74 ani, compozitor român (n. 1894)

## Premii Nobel
- Fizică: Luis Walter Alvarez (SUA)
- Chimie: Lars Onsager (SUA)
- Medicină: Robert William Holley (SUA), Har Gobind Khorana (SUA), Marshall William Nirenberg (SUA)
- Literatură: Yasunari Kawabata (Japonia)
- Pace: René Cassin (Franța)